# Perdiu
|  | Per a altres significats, vegeu «perdiu (desambiguació)». |

La perdiu o perdiu roja i també camavermella a les Balears (Alectoris rufa) és una espècie d'ocell de l'ordre dels gal·liformes de la família dels fasiànids (Phasianidae). Els polls de perdiu són els perdigons o perdigots o perdigalls al Rosselló; la perdiu jove és la perdigana; perdiganya, perdigalla o el perdigó; la perdiu mascle és perdigot, perdigó o perdigàs.
El mascle de la perdiu sovint era posat de reclam o enze per a la caça de ses semblants.

## Morfologia
La perdiu és un ocell de fins a 35 cm, ales i cua curtes, amb plomes a les parts superiors de color gris rogenc, galtes i gola blanques limitades per una franja negra, amb potes i el bec vermells.
Hi ha dos tipus de perdius, les de granja i les salvatges. Les salvatges se sostenen molt de temps i volen a una velocitat molt ràpida, però fa molt de soroll. També es destrien perquè tenen les potes vermelles. Les de granja tenen les potes més roses i no volen tan rabent. A més a més, fan volades de curta distància, al contrari de les salvatges.

## Hàbitat i distribució geogràfica
És un ocell propi de llocs oberts més aviat secs i de conreus de cereals. Viu a la península Ibèrica, al sud de França, al nord-oest d'Itàlia, al sud de la Gran Bretanya, a Còrsega i a les Balears (excepte a Formentera).

## Costums
És sedentari i gregari, grups familiars, que vola de forma sorollosa i incapaç de fer percursos llargs. Fa una posta d'uns 20 ous en nius a terra i les cries (perdigons) mengen insectes mentre els adults s'alimenten de gra.

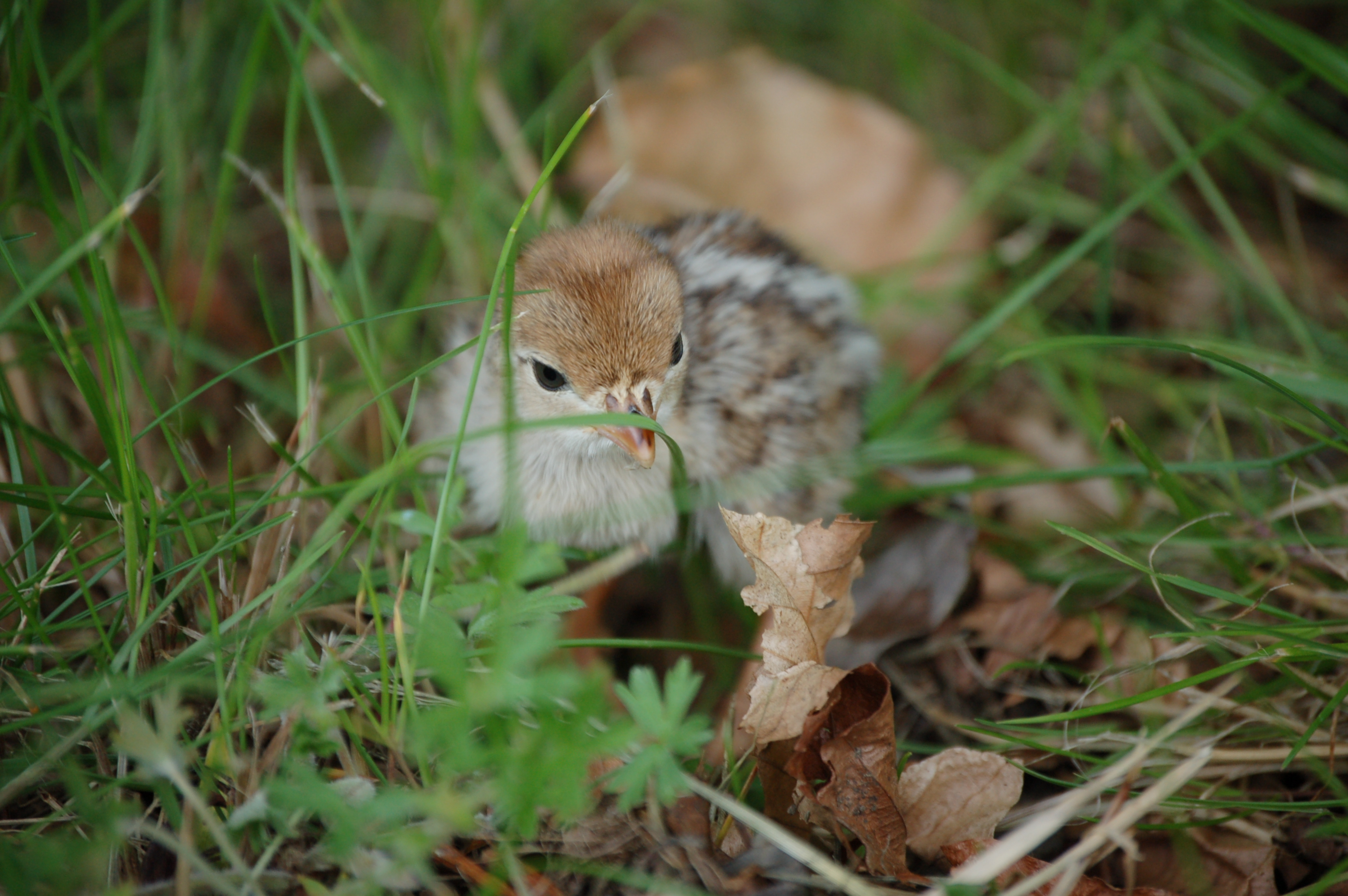
Cria de perdiu roja amb pocs dies de vida.
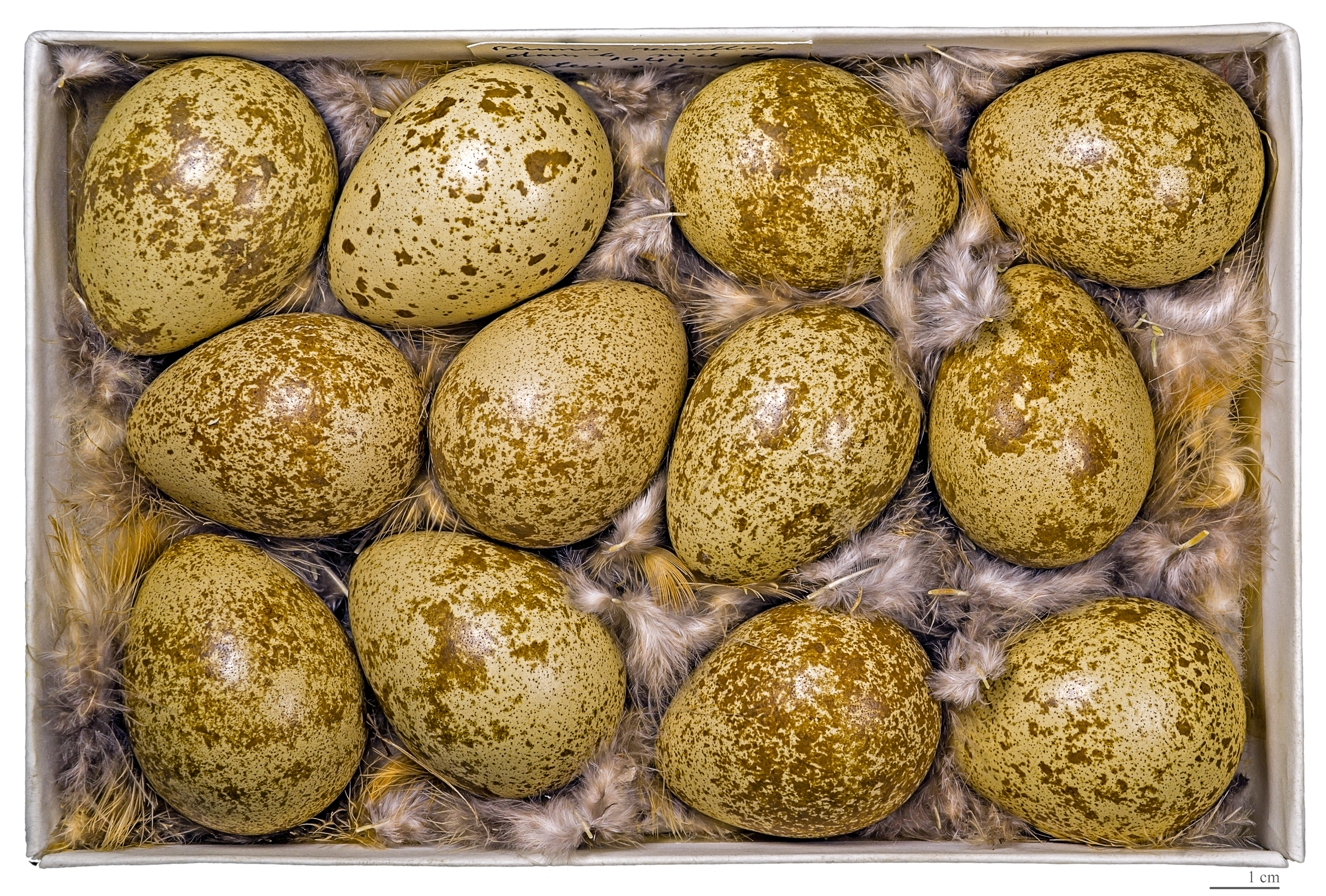
Ous d'Alectoris rufa rufa